# Джованні П'єтро Беллорі

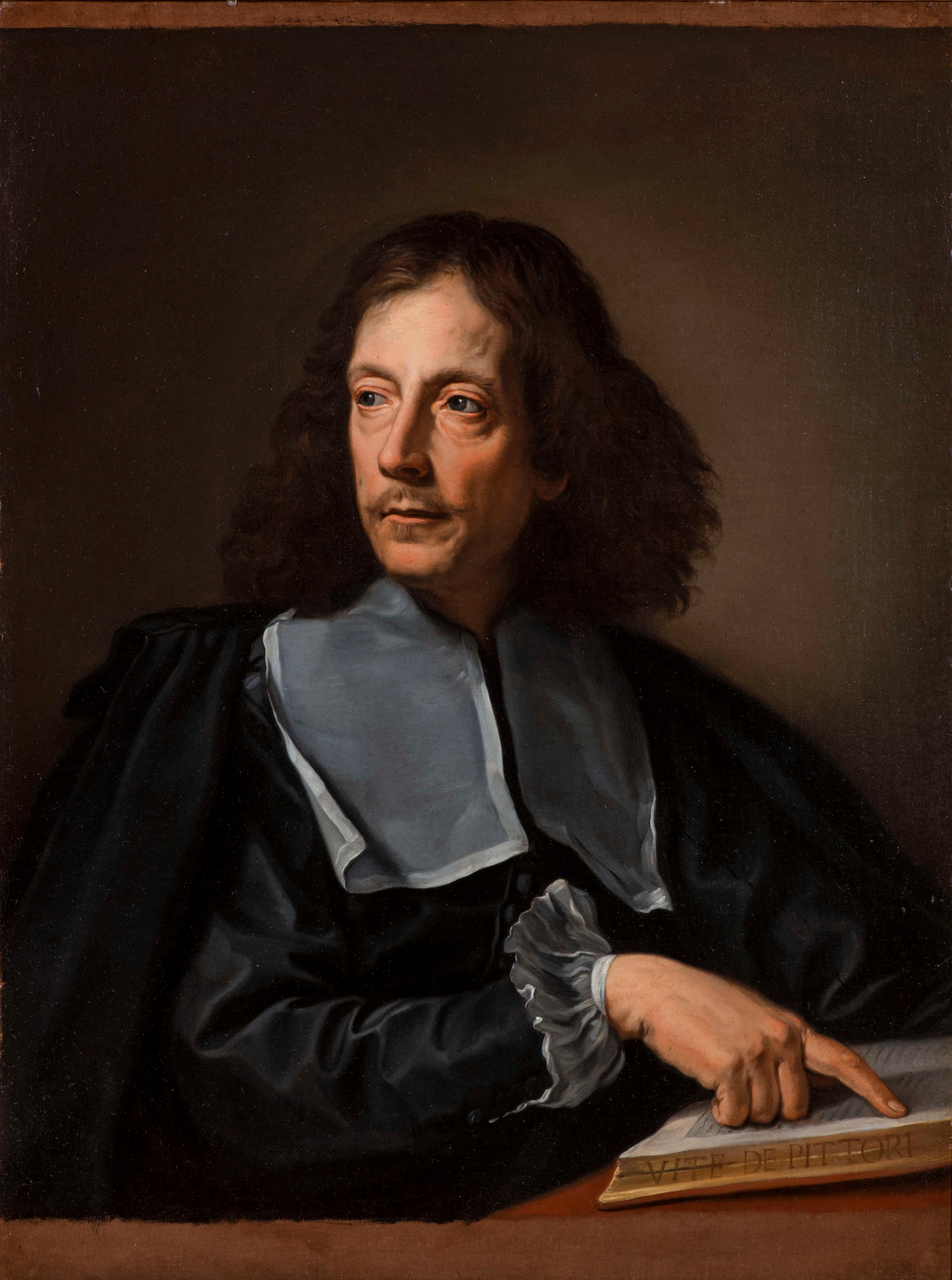
Джованні П'єтро Беллорі, портрет роботи Карло Маратті

Джованні-П'єтро Беллорі (італ. Giovanni Pietro Bellori; 15 січня 1613, Рим — 19 лютого 1696, Рим) — італійський художник, антиквар і мистецтвознавець. Відомий як біограф італійських художників XVII століття, подібний Джорджо Вазарі у XVI столітті. Його книга «Життя сучасних художників, скульпторів і архітекторів» (1672) справила великий вплив на розвиток класичного ідеалізму в мистецтві. Беллорі віддавав перевагу художникам епохи класицизму, а не бароко, тому про деяких видатних живописців XVII століття він не згадує.

## Біографія
Припускають, що Беллорі був племінником відомого антиквара, письменника і колекціонера Франческо Ангелоні і мешкав у будинку Ангелоні в Римі. У юнацькі роки навчався живопису імовірно у Доменікіно, потім став членом Академії Святого Луки, художньої академії в Римі.
Він був хранителем старожитностей у папи римського Климента X. У 1671 році був призначений секретарем Академії Святого Луки, а пізніше обіймав посади бібліотекаря і антиквара при дворі шведської королеви Христини. Помер в Римі й був похований у церкві Сан-Ісидоро.

## Праці
У 1664 році Беллорі виступив в Академії з визначною промовою про ідеальне у мистецтві. У 1672 році опублікував її як передмову до своєї головної праці «Життя сучасних художників, скульпторів і архітекторів» (італ. Vite de'Pittori, Scultori et Architetti Moderni). У цій книзі він намагається довести перевагу ідеалізму над реалізмом і натуралізмом, звеличує живопис Каррачі і критикує Караваджо.
У книзі подано статті про братів Аннібале Карраччі і Агостіно Карраччі, Доменіко Фонтана, Федеріко Бароччі, Мікеланджело да Караваджо, Рубенса, Антоніса ван Дейка, Франсуа Дюкенуа, Доменікіно, Джованні Ланфранко, Алессандро Альґарді і Нікола Пуссена.
Беллорі планував книгу, присвячену художникам болонської школи, однак завершив статті лише про Гвідо Рені, Андреа Саккі і Карло Маратті.